# Suitably Zoot
Suitably Zoot è un album di Zoot Sims, pubblicato dalla Pumpkin Records nel 1979.

## Tracce
Lato A
1. Tickle Toe – 10:50 (Lester Young) – Registrato il 29 ottobre 1965 a New York City, New York
2. On the Alamo – 10:45 (Isham Jones, Gus Kahn) – Registrato il 26 novembre 1965 a New York City, New York

Lato B
1. The King – 7:15 (Count Basie) – Registrato il 26 novembre 1965 a New York City, New York
2. Broadway – 10:20 (Lew Brown, Buddy DeSylva, Ray Henderson) – Registrato il 29 ottobre 1965 a New York City, New York

## Musicisti
A1 e B2
- Zoot Sims - sassofono tenore
- Al Cohn - sassofono tenore
- Richie Kamuca - sassofono tenore
- Dave Frishberg - pianoforte
- Tommy Potter - contrabbasso
- Mel Lewis - batteria

A2 e B1
- Zoot Sims - sassofono tenore
- Bob Brookmeyer - trombone a pistoni
- Roger Kellaway - pianoforte
- Bill Crow - contrabbasso
- Dave Bailey - batteria[2]